# Ákos Németh
Dans les noms hongrois, le nom de famille précède le prénom, mais cet article utilise l’ordre habituel en français, où le prénom précède le nom.
Ákos Németh, né le 18 juillet 1964, à Székesfehérvár, est un écrivain, dramaturge et metteur en scène hongrois. La vingtaine de pièces qu'il a publiées sont traduites en plusieurs langues et jouées ou éditées à l'étranger.

## Biographie
Il est diplômé à l'université Loránd Eötvös en 1988 et intègre l'université d'art théâtral et cinématographique de Budapest.
De 2002 à 2014, il est conseiller artistique au Festival New plays from Europe à Wiesbadenavec Biljana Sribljanovic, Mark Ravenhill, Noelle Renaude, Tankred Dorst et d'autres..
Il est l'auteur avant tout de pièces de théâtre, mais aussi de nouvelles. Son œuvre la plus connue La troupe Müller, une pièce de théâtre, dont la première mondiale (Katona Théâtre, Budapest, 1992) était invitée au 2. festival Union of the Theaters of Europe. La première française de la pièce a eu lieu à l'École supérieure d'art dramatique (TNS, Strasbourg, 1994). Parmi ses nombreuses récompenses, Németh obtient en 2008 le prix Attila József (plus important prix littéraire en Hongrie) pour l'ensemble de son œuvre dramatique.
Ses pièces sont jouées dans plusieurs pays, de Berlin au Théâtre national de Londres jusqu'à New York. Il vit aujourd’hui à Budapest.